# Erich Volkmar
Erich Volkmar (* 7. Mai 1879 in Charlottenburg; † 24. Juli 1951 in Bückeburg) war ein deutscher Jurist und Ministerialbeamter.
Volkmar trug wesentlich zu den Teilreformen des Zivilprozesses in der Weimarer Republik und in der Zeit des Nationalsozialismus bei und verfasste wichtige Schriften zum arbeitsgerichtlichen Verfahren.

## Leben
Nach dem Abitur am Kaiserin-Augusta-Gymnasium im preußischen Charlottenburg (heute Ortsteil von Berlin) studierte Volkmar Rechtswissenschaften an der Universität Berlin; das erste Staatsexamen bestand er 1900, das zweite Staatsexamen 1905. Volkmar promovierte 1900 in Berlin mit der Dissertation „Vis major und Betriebsgefahr“ zum Dr. jur. Von 1900 bis 1909 wirkte er als Mitarbeiter an römischrechtlichen Forschungsprojekten unter Professor Bernhard Kübler und zur gleichen Zeit als Hilfsarbeiter im preußischen Justizministerium.
1905 wurde Volkmar Gerichtsassessor und wirkte am Amtsgericht Rixdorf mit Vertretungen in Thorn, Cottbus und Potsdam (Staatsanwaltschaft) und bei Gerichten in Berlin. 1908 war Amtsrichter in Schöneberg. 1911 war er sowohl beim Landgericht Berlin II sowie am Amtsgericht Schöneberg tätig. 1913 berief man ihn zurück an das preußische Justizministerium; im selben Jahr erfolgte die Ernennung zum Landgerichtsrat. 1914 wirkte er als Hilfsrichter am Kammergericht. Im Ersten Weltkrieg leistete er seinen Militärdienst bei der Militärverwaltung im Osten ab. 1919 erfolgte seine Ernennung zum Kammergerichtsrat; im September des Jahres wurde er ins Reichsjustizministerium berufen, wo er am 1. Januar 1920 zum Regierungsrat, im Juni 1920 zum Ministerialrat (Zivilprozessreferat) und im Oktober 1931 zum Ministerialdirektor (Leiter der Abteilung für bürgerliches Recht und Zivilprozessrecht) befördert wurde.
1934 wurde Volkmar Senatspräsident am Reichserbhofgericht. 1935 wurde er Mitglied im Reichsausschuss zum Schutze des deutschen Blutes. 1938 erhielt er eine Stelle als Honorarprofessor für Zivilprozessrecht an der Universität Berlin. Von 1935 bis 1939 hielt er den Vorsitz im Ausschuss für bürgerliche Rechtspflege der Akademie für Deutsches Recht.
Ein von Volkmar im Jahr 1940 gestellter Antrag auf Aufnahme in die NSDAP wurde abschlägig beschieden.
Zum 1. Februar 1943 wurde Volkmar in den vorzeitigen Ruhestand versetzt, jedoch im Juni desselben Jahres für einige Monate wieder reaktiviert, um weiter am Reichserbhofgericht tätig sein zu können.
In der DDR wurde die von Erich Volkmar, Alexander Elster und Günther Küchenhoff herausgegebene Schrift Die Rechtsentwicklung der Jahre 1933–1935/36 (de Gruyter, Berlin & Leipzig 1937) auf die Liste der auszusondernden Literatur gesetzt.